# Diplostix minutissima
Diplostix minutissima är en skalbaggsart som beskrevs av Vienna 2007. Diplostix minutissima ingår i släktet Diplostix och familjen stumpbaggar. Inga underarter finns listade i Catalogue of Life.